# Takrouna
Takrouna (in berbero: ⵜⴰⴽⵔⵓⵏⴰ; in arabo تكرونة‎?) è un piccolo villaggio nella regione del Sahel in Tunisia.

## Geografia
Si erge su una collina a circa 200 m s.l.m., affacciandosi sul Golfo di Hammamet, con Hergla e Sousse a est, Djebel Zaghouan a nord e la pianura di Kairouan a sud.

## Storia

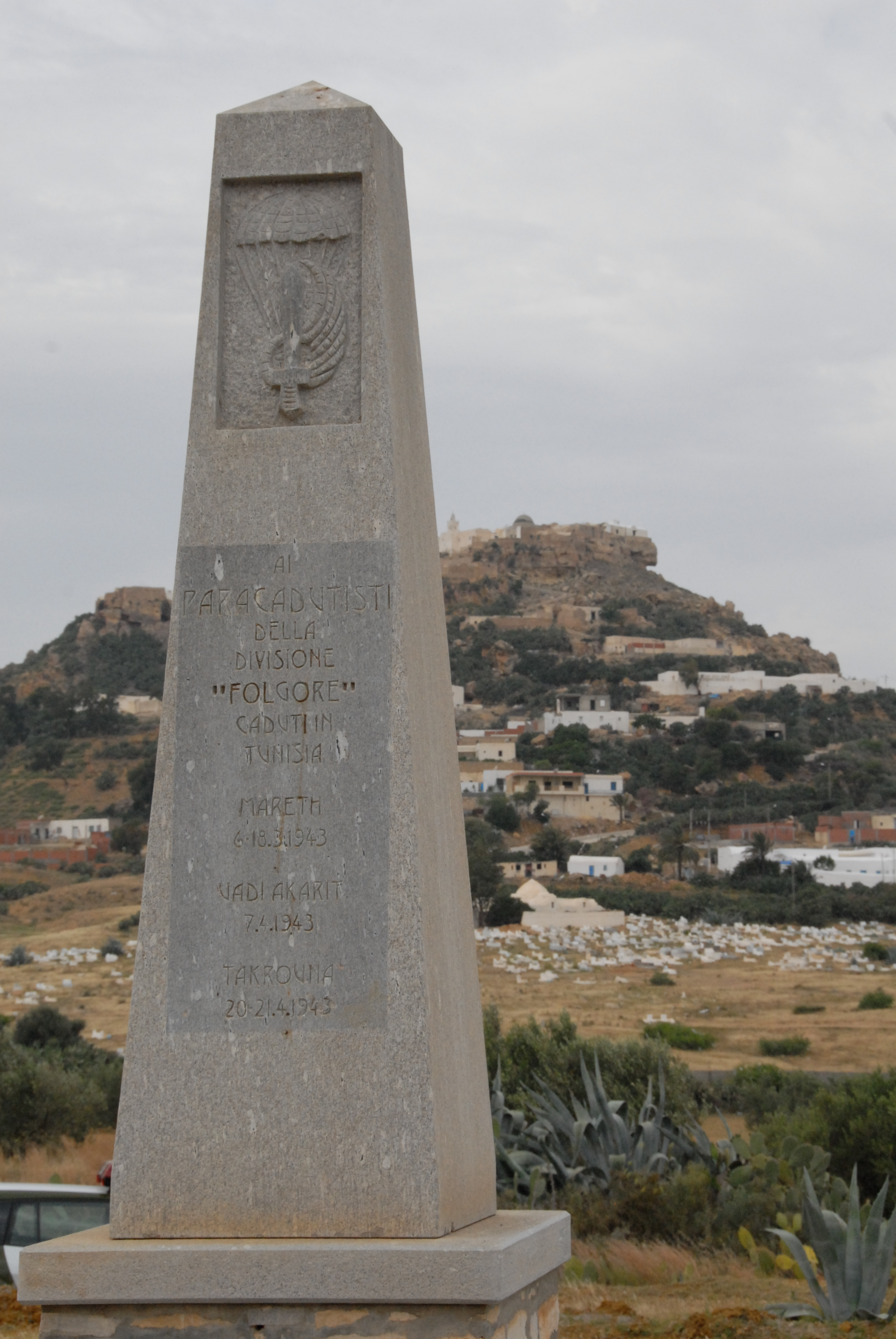
Memoriale ai paracadutisti italiani della Folgore caduti, nel cimitero di guerra di Takrouna

Si ritiene che il nome Takrouna abbia avuto origine da una tribù che emigrò in Andalusia nell'VIII secolo: dopo l'espulsione dei Mori, nel 1609 i discendenti di questi immigrati si stabilirono sulla collina che ora occupa il villaggio.
Takrouna fu teatro dell'ultima grande azione militare delle truppe neozelandesi in Nord Africa durante la seconda guerra mondiale, prima della resa di Italia e Germania. Dopo la battaglia della linea Mareth (16-31 marzo 1943), le forze dell'Asse furono respinte in Tunisia. Il 19 aprile le forze neozelandesi si prepararono per un assalto a Takrouna, allora tenuta dal 66º reggimento italiano, elementi della divisione paracadutisti "Folgore", elementi dei Granatieri italiani e una compagnia tedesca. All'alba del 20 aprile, il sergente maggiore Haane Te Rauawa Manahi guidò un plotone in un attacco sulla collina e travolse con successo le difese italiane. Manahi quindi partì per localizzare rinforzi, tornando con una sezione della Compagnia C e un altro plotone, resistendo con successo a un contrattacco dell'Asse. Manahi e la sua sezione scesero dalla collina, ma nonostante i rinforzi le forze neozelandesi persero la collina a causa di un secondo contrattacco dell'Asse il 21 aprile. Manahi tornò nel pomeriggio e, con il supporto dell'artiglieria, riprese prima la sporgenza e poi il villaggio sulla cima, prendendo 300 prigionieri. Oltre 550 neozelandesi furono uccisi o feriti nella battaglia.

## Monumenti e luoghi d'interesse
È presente una moschea e una zāwiya con la tomba del santo locale Sidi Abd al-Kadir.
La località è diventata un'attrazione turistica perché mantiene la sua aria Amazigh e il villaggio è costruito in parte su una roccia setta "La roccia blu" (in francese Le Rocher Bleu) nel mezzo della vasta pianura, con un panorama impressionante sui quattro venti. Si compone di tre quartieri (Huna, Dar al-Shud e al-Blad).
Il cimitero di guerra raccoglie i resti dei caduti nell'aspra battaglia combattuta nell'aprile 1943.

## Demografia
Nel 2009 vivevano nel villaggio sei famiglie di origine berbera, di cui una di origine andalusa. Nell'ottobre 2024, nel villaggio rimangono solo due famiglie di origine berbera.

## Cultura
Lo scrittore e folclorista Abderrahman Guiga, originario di Takrouna, ha compilato in collaborazione con William Marçais una raccolta di letteratura orale intitolata Testi arabi di Takroûna e pubblicata in otto volumi. Suo figlio Tahar Guiga, anch'egli originario di Takrouna, collabora con il padre all'edizione in arabo e alla traduzione in francese di opere sul gesto hillaliano e persegue anche una prolifica carriera come scrittore in arabo.
Il villaggio è stato il luogo delle riprese del film Sabra e il mostro della foresta di Habib Mselmani. Il pittore Ali Bellagha ha creato nel villaggio l'ecomuseo Dar Gmach.